# Michael Barnathan
Michael Barnathan é um produtor cinematográfico norte-americano. Como reconhecimento, foi nomeado ao Oscar 2012 na categoria de Melhor Filme por The Help.